# Abaj Qunanbajuly
Abaj (Ibrahim) Qunanbajuly (kazakiska: Абай (Ибраһим) Құнанбайұлы; ryska: Абай (Ибрагим) Кунанбаев: Abaj (Ibragim) Kunanbajev), född 10 augusti 1845, död 5 juli 1904, var en kazakisk poet, kompositör och filosof.
Asteroiden 4466 Abai är uppkallad efter honom.

## Verk
Abaj är mest känd för sin bok "Uppbyggande ord".